# Walsleben (Brandenbourg)
Walsleben est une commune allemande de l'arrondissement de Prignitz-de-l'Est-Ruppin, Land de Brandebourg.

## Géographie
Walsleben se situe dans le plateau de Ruppin.
|                    | Temnitzquell |                 |
|                    | Walsleben    | Märkisch Linden |
| Wusterhausen/Dosse |              |                 |

Walsleben se trouve sur la Bundesautobahn 24 et la ligne de Kremmen à Meyenburg.

## Histoire
Vers 1490, Walsleben fait partie du Herrschaft de Ruppin sous le règne des comtes de Lindow-Ruppin.

## Source, notes et références
- (de) Cet article est partiellement ou en totalité issu de l’article de Wikipédia en allemand intitulé « Walsleben (Brandenburg) » (voir la liste des auteurs).